# Groupe 3 des éliminatoires du Championnat d'Europe féminin de football 2017
 (avril 2016).
Si vous disposez d'ouvrages ou d'articles de référence ou si vous connaissez des sites web de qualité traitant du thème abordé ici, merci de compléter l'article en donnant les références utiles à sa vérifiabilité et en les liant à la section « Notes et références ».
Navigation
Groupe 2 Groupe 4
Cet article donne les résultats détaillés des matchs du Groupe 3 de la phase de groupes des éliminatoires pour l'Euro 2017 de football féminin.

## Classement
En fonction du règlement de l'UEFA relatif à cette compétition.
| Rang | Équipe   | Pts | J | G | N | P | Bp | Bc | Diff |  | Résultats (▼ dom., ► ext.) |     |     |     |     |     |
| ---- | -------- | --- | - | - | - | - | -- | -- | ---- |  | -------------------------- | --- | --- | --- | --- | --- |
| 1    | France   | 24  | 8 | 8 | 0 | 0 | 27 | 0  | +27  |  | France                     |     | 3-0 | 4-0 | 1-0 | 6-0 |
| 2    | Roumanie | 16  | 8 | 5 | 1 | 2 | 17 | 8  | +9   |  | Roumanie                   | 0-1 |     | 2-1 | 4-0 | 3-0 |
| 3    | Ukraine  | 13  | 8 | 4 | 1 | 3 | 14 | 12 | +2   |  | Ukraine                    | 0-3 | 2-2 |     | 2-0 | 2-0 |
| 4    | Grèce    | 6   | 8 | 2 | 0 | 6 | 9  | 19 | -10  |  | Grèce                      | 0-3 | 1-3 | 1-3 |     | 3-2 |
| 5    | Albanie  | 0   | 8 | 0 | 0 | 8 | 3  | 31 | -28  |  | Albanie                    | 0-6 | 0-3 | 0-4 | 1-4 |     |

- Qualifié directement pour l'Euro 2017
- Barragiste
- Éliminé de la compétition

## Résultats et calendrier
Le lien « Rapport » en bas de chaque feuille de match permet de voir davantage de détails vers la source UEFA.
| 22 septembre 2015 | France                        | 3 - 0   | Roumanie | MMArena, Le Mans                                |                                                 |
| 21 h 00 HEC       | Delie 16e · Le Sommer 35e 48e | (2 - 0) |          | Spectateurs : 7,761 Arbitrage : Silvia Spinelli | Spectateurs : 7,761 Arbitrage : Silvia Spinelli |
| 21 h 00 HEC       | Rapport                       |         |          | Spectateurs : 7,761 Arbitrage : Silvia Spinelli | Spectateurs : 7,761 Arbitrage : Silvia Spinelli |

| 22 octobre 2015 | Albanie      | 1 - 4   | Grèce                                                     | Loni Papuçiu Stadium, Fier                      |                                                 |
| 14 h 00 HEC     | Kurbogaj 23e | (1 - 3) | Zani 14e (csc) · Kydonaki 27e · Sidira 37e · Márkou 90+2e | Spectateurs : 1,000 Arbitrage : Zuzana Štrpková | Spectateurs : 1,000 Arbitrage : Zuzana Štrpková |
| 14 h 00 HEC     | Rapport      |         |                                                           | Spectateurs : 1,000 Arbitrage : Zuzana Štrpková | Spectateurs : 1,000 Arbitrage : Zuzana Štrpková |

|             | Ukraine                         | 2 - 2   | Roumanie                | Arena Lviv, Lviv                           |                                            |
| 18 h 00 HEC | Andrushchak 63e · Romanenko 71e | (0 - 1) | Voicu 13e · Giurgiu 82e | Spectateurs : 3,484 Arbitrage : Amy Rayner | Spectateurs : 3,484 Arbitrage : Amy Rayner |
| 18 h 00 HEC | Rapport                         |         |                         | Spectateurs : 3,484 Arbitrage : Amy Rayner | Spectateurs : 3,484 Arbitrage : Amy Rayner |

| 27 octobre 2015 | Roumanie                                | 3 - 0   | Albanie | Stadionul Mogoșoaia, Mogoșoaia          |                                         |
| 15 h 00 HEC     | Lunca 9e · Corduneanu 24e · Giurgiu 74e | (2 - 0) |         | Spectateurs : 100 Arbitrage : Ana Minić | Spectateurs : 100 Arbitrage : Ana Minić |
| 15 h 00 HEC     | Rapport                                 |         |         | Spectateurs : 100 Arbitrage : Ana Minić | Spectateurs : 100 Arbitrage : Ana Minić |

|             | Ukraine | 0 - 3   | France                                | Arena Lviv, Lviv                             |                                              |
| 21 h 00 HEC |         | (0 - 1) | Delie 42e · Bussaglia 59e · Majri 68e | Spectateurs : 732 Arbitrage : Esther Staubli | Spectateurs : 732 Arbitrage : Esther Staubli |
| 21 h 00 HEC | Rapport |         |                                       | Spectateurs : 732 Arbitrage : Esther Staubli | Spectateurs : 732 Arbitrage : Esther Staubli |

| 27 novembre 2015 | Grèce     | 1 - 3   | Roumanie                            | Katerini Stadium, Katerini                     |                                                |
| 14 h 00 HEC      | Sarrí 65e | (0 - 2) | Rus 10e · Voicu 45+1e · Spânu 90+1e | Spectateurs : 303 Arbitrage : Irina Turovskaya | Spectateurs : 303 Arbitrage : Irina Turovskaya |
| 14 h 00 HEC      | Rapport   |         |                                     | Spectateurs : 303 Arbitrage : Irina Turovskaya | Spectateurs : 303 Arbitrage : Irina Turovskaya |

|             | Albanie | 0 - 6   | France                                                | Qemal Stafa Stadium, Tirana                 |                                             |
| 21 h 00 HEC |         | (0 - 3) | Houara 12e 15e · Le Sommer 25e 81e · Le Bihan 63e 73e | Spectateurs : 350 Arbitrage : Vera Opeykina | Spectateurs : 350 Arbitrage : Vera Opeykina |
| 21 h 00 HEC | Rapport |         |                                                       | Spectateurs : 350 Arbitrage : Vera Opeykina | Spectateurs : 350 Arbitrage : Vera Opeykina |

| 1er décembre 2015 | Grèce   | 0 - 3   | France                                      | Katerini Stadium, Katerini                   |                                              |
| 18 h 45 HEC       |         | (0 - 1) | Bilbault 12e · Le Bihan 72e · Le Sommer 75e | Spectateurs : 511 Arbitrage : Vivian Peeters | Spectateurs : 511 Arbitrage : Vivian Peeters |
| 18 h 45 HEC       | Rapport |         |                                             | Spectateurs : 511 Arbitrage : Vivian Peeters | Spectateurs : 511 Arbitrage : Vivian Peeters |

| 26 janvier 2015 | Grèce                                             | 3 - 2   | Albanie                 | Trikala Municipal Stadium, Trikala                |                                                   |
| 13 h 00 HEC     | Sidira 6e (pen.) · Koggouli 10e · Panteliadou 15e | (3 - 2) | Velaj 26e · Hashani 41e | Spectateurs : 2,031 Arbitrage : Virginie Derouaux | Spectateurs : 2,031 Arbitrage : Virginie Derouaux |
| 13 h 00 HEC     | Rapport                                           |         |                         | Spectateurs : 2,031 Arbitrage : Virginie Derouaux | Spectateurs : 2,031 Arbitrage : Virginie Derouaux |

| 4 mars 2016 | Albanie | 0 - 4   | Ukraine                                                                      | Elbasan Arena, Elbasan                      |                                             |
| 14 h 30 HEC |         | (0 - 2) | Apanaschenko 14e (pen.) · Kozyrenko 30e · Bajraktari 67e (csc) · Kravets 84e | Spectateurs : 100 Arbitrage : Elia Martínez | Spectateurs : 100 Arbitrage : Elia Martínez |
| 14 h 30 HEC | Rapport |         |                                                                              | Spectateurs : 100 Arbitrage : Elia Martínez | Spectateurs : 100 Arbitrage : Elia Martínez |

| 8 mars 2016 | Grèce             | 1 - 3   | Ukraine                                                | Acharnes Stadium, Athènes                           |                                                     |
| 13 h 30 HEC | Kravets 64e (csc) | (0 - 1) | Apanaschenko 31e (pen.) · Kalinina 68e · Boychenko 80e | Spectateurs : 304 Arbitrage : Karolina Radzik-Johan | Spectateurs : 304 Arbitrage : Karolina Radzik-Johan |
| 13 h 30 HEC | Rapport           |         |                                                        | Spectateurs : 304 Arbitrage : Karolina Radzik-Johan | Spectateurs : 304 Arbitrage : Karolina Radzik-Johan |

| 8 avril 2016 | Ukraine                     | 2 - 0   | Albanie | Arena Lviv, Lviv                              |                                               |
| 17 h 00 HEC  | Apanaschenko 15e 74e (pen.) | (1 - 0) |         | Spectateurs : 2,484 Arbitrage : Tanja Subotič | Spectateurs : 2,484 Arbitrage : Tanja Subotič |
| 17 h 00 HEC  | Rapport                     |         |         | Spectateurs : 2,484 Arbitrage : Tanja Subotič | Spectateurs : 2,484 Arbitrage : Tanja Subotič |

|             | Roumanie | 0 - 1   | France               | Stadionul Nicolae Dobrin, Pitești          |                                            |
| 19 h 00 HEC |          | (0 - 1) | Bussaglia 16e (pen.) | Spectateurs : 713 Arbitrage : Sara Persson | Spectateurs : 713 Arbitrage : Sara Persson |
| 19 h 00 HEC | Rapport  |         |                      | Spectateurs : 713 Arbitrage : Sara Persson | Spectateurs : 713 Arbitrage : Sara Persson |

| 11 avril 2016 | France                                                   | 4 - 0   | Ukraine | Stade du Hainaut, Valenciennes                |                                               |
| 21 h 00 HEC   | Hamraoui 8e · Abily 27e · Vasylyuk 60e (csc) · Majri 89e | (2 - 0) |         | Spectateurs : 15,028 Arbitrage : Eszter Urban | Spectateurs : 15,028 Arbitrage : Eszter Urban |
| 21 h 00 HEC   | Rapport                                                  |         |         | Spectateurs : 15,028 Arbitrage : Eszter Urban | Spectateurs : 15,028 Arbitrage : Eszter Urban |

| 2 juin 2016 | Albanie | 0 - 3   | Roumanie           | Qemal Stafa Stadium, Tirana             |                                         |
| 17 h 00 HEC |         | (0 - 1) | Vătafu 43e 67e 77e | Spectateurs : 150 Arbitrage : Lois Otte | Spectateurs : 150 Arbitrage : Lois Otte |
| 17 h 00 HEC | Rapport |         |                    | Spectateurs : 150 Arbitrage : Lois Otte | Spectateurs : 150 Arbitrage : Lois Otte |

| 3 juin 2016 | France        | 1 - 0   | Grèce | Roazhon Park, Rennes                              |                                                   |
| 21 h 00 HEC | Le Sommer 36e | (1 - 0) |       | Spectateurs : 24,835 Arbitrage : Esther Azzopardi | Spectateurs : 24,835 Arbitrage : Esther Azzopardi |
| 21 h 00 HEC | Rapport       |         |       | Spectateurs : 24,835 Arbitrage : Esther Azzopardi | Spectateurs : 24,835 Arbitrage : Esther Azzopardi |

| 7 juin 2016 | Ukraine                                | 2 - 0   | Grèce | Arena Lviv, Lviv                               |                                                |
| 18 h 00 HEC | Apanaschenko 2e (pen.) · Boychenko 44e | (2 - 0) |       | Spectateurs : 3,102 Arbitrage : Linn Andersson | Spectateurs : 3,102 Arbitrage : Linn Andersson |
| 18 h 00 HEC | Rapport                                |         |       | Spectateurs : 3,102 Arbitrage : Linn Andersson | Spectateurs : 3,102 Arbitrage : Linn Andersson |

| 15 septembre 2016 | Roumanie                 | 2 - 1   | Ukraine      | Stade Docteur-Constantin-Rădulescu, Cluj-Napoca   |                                                   |
| 17 h 00 HEC       | Havriștiuc 4e · Dușa 11e | (2 - 1) | Ovdiychuk 8e | Spectateurs : 1,538 Arbitrage : Bibiana Steinhaus | Spectateurs : 1,538 Arbitrage : Bibiana Steinhaus |
| 17 h 00 HEC       | Rapport                  |         |              | Spectateurs : 1,538 Arbitrage : Bibiana Steinhaus | Spectateurs : 1,538 Arbitrage : Bibiana Steinhaus |

| 20 septembre 2016 | Roumanie                                       | 4 - 0   | Grèce | Stade Docteur-Constantin-Rădulescu, Cluj-Napoca |                                                |
| 19 h 00 HEC       | Lunca 5e · Ficzay 15e · Vătafu 76e · Bâtea 79e | (2 - 0) |       | Spectateurs : 1,264 Arbitrage : Esther Staubli  | Spectateurs : 1,264 Arbitrage : Esther Staubli |
| 19 h 00 HEC       | Rapport                                        |         |       | Spectateurs : 1,264 Arbitrage : Esther Staubli  | Spectateurs : 1,264 Arbitrage : Esther Staubli |

|             | France                                                                   | 6 - 0   | Albanie | Stade Jean-Bouin, Paris                             |                                                     |
| 21 h 00 HEC | Le Bihan 18e · Hamraoui 21e 60e · Le Sommer 45+1e 64e (pen.) · Delie 77e | (3 - 0) |         | Spectateurs : 7,521 Arbitrage : Elvira Nurmustafina | Spectateurs : 7,521 Arbitrage : Elvira Nurmustafina |
| 21 h 00 HEC | Rapport                                                                  |         |         | Spectateurs : 7,521 Arbitrage : Elvira Nurmustafina | Spectateurs : 7,521 Arbitrage : Elvira Nurmustafina |

## Meilleures buteuses
8 buts
- Eugénie Le Sommer

5 buts
- Daryna Apanaschenko

4 buts
- Clarisse Le Bihan
- Ștefania Vătafu